# Ifor Davies
Ifor Davies (9 juin 1910 - 6 juin 1982), né Ivor Davies, est un homme politique du parti travailliste gallois.
Davies est né à Gowerton, près de Swansea. Il est le plus jeune des six enfants de Jeffrey et Elizabeth Jane Thomas. Son père est employé dans l'usine de fer blanc locale. Il fait ses études à la Gowerton School, au Swansea Technical College et au Ruskin College d'Oxford, travaille comme agent du personnel industriel.

## Carrière politique
De 1958 à 1961, Davies est conseiller au conseil du comté de Glamorgan. Avant son élection au Parlement, il est agent électoral de son prédécesseur David Grenfell.
Davies est député de Gower de 1959 jusqu'à sa mort en 1982. Il est remplacé par Gareth Wardell. Sous Harold Wilson, Davies est lord commissaire du Trésor et whip gallois de 1964 à 1966 et ministre subalterne au bureau gallois de 1966 à 1969. Il est un ancien président du Grand Comité gallois et membre du panel des présidents du Président.
En 1971, Davies est l'un des 69 députés travaillistes qui défie le Whip travailliste pour voter en faveur de l'entrée dans la CEE. Il fait campagne pour un vote «non» lors du référendum de 1979 au Pays de Galles sur la création d'une Assemblée galloise, avec d'autres membres du «Gang of Six», Neil Kinnock, Leo Abse, Donald Anderson, Alfred Evans et Ioan Evans (en). Tout au long de son mandat de député, il est parrainé par le syndicat des cols blancs APEX.
Davies est secrétaire de la chapelle du Tabernacle, Gowerton, conservant ce rôle alors qu'il est député. Il est un ancien président du Conseil de l'Université de Swansea.

## Vie privée
Il épouse Doreen Griffiths (1925-2018); le couple a deux enfants, Janet et Wyn, directeur de musique au New Zealand Opera.
Son demi-petit-neveu Huw Irranca-Davies est le député d'Ogmore de 2002 à 2016 et est membre de l'Assemblée pour le siège depuis 2016.